# Villogorgia mauritiensis
Villogorgia mauritiensis is een zachte koraalsoort uit de familie Plexauridae. De koraalsoort komt uit het geslacht Villogorgia. Villogorgia mauritiensis werd in 1882 voor het eerst wetenschappelijk beschreven door Ridley. 